# Kistler
Kistler es un borough ubicado en el condado de Mifflin en el estado estadounidense de Pensilvania. En el año 2000 tenía una población de 344 habitantes y una densidad poblacional de 511 personas por km².

## Geografía
Kistler se encuentra ubicado en las coordenadas 40°22′50″N 76°52′4″O / 40.38056, -76.86778.

## Demografía
Según la Oficina del Censo en 2000 los ingresos medios por hogar en la localidad eran de $25,089 y los ingresos medios por familia eran $27,500. Los hombres tenían unos ingresos medios de $22,679 frente a los $19,688 para las mujeres. La renta per cápita para la localidad era de $11,365. Alrededor del 28.4% de la población estaba por debajo del umbral de pobreza.